# Osceola (Missouri)
Osceola è un comune degli Stati Uniti d'America, situato nello Stato del Missouri, nella contea di St. Clair, della quale è il capoluogo.